# Guardia imperiale del Manciukuò
La Guardia imperiale del Manciukuo (禁衛隊) è stata un'unità d'élite delle forze armate del Manciukuò, creata nel 1933. Aveva il compito di fornire protezione all'imperatore Kangde Pu Yi ed agli alti funzionari del governo civile del Manciukuo. Il quartier generale si trovava nella capitale, Hsinking, presso il Palazzo Imperiale, nel centro della città.

## Storia

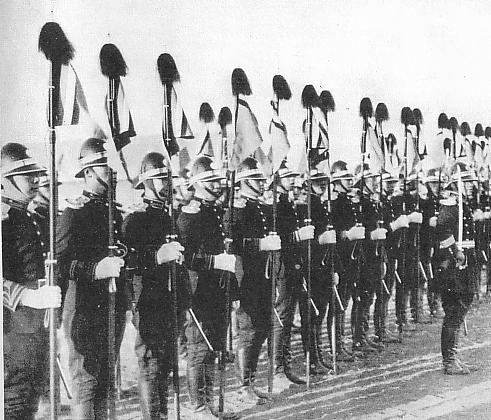
Guardia imperiale del Manciukuo in uniforme cerimoniale.

La Guardia imperiale del Manciukuo fu strutturata seguendo il modello della Guardia imperiale giapponese ed il suo compito principale era quello di proteggere la famiglia imperiale. I suoi membri venivano selezionati tra candidati di etnia Manciù ed il loro addestramento era indipendente da quello dei soldati dell'Esercito imperiale del Manciukuò o dall'armata giapponese Kwantung. Nonostante si trattasse di un reparto con funzioni cerimoniali venne equipaggiato con moderne armi da fuoco e, secondo lo stile giapponese, sciabola e katana facevano parte integrante dell'armamento. L'uniforme era di colore grigio o nero, con mostreggiature in argento o oro e la stella a cinque punte apposta sull'elmetto e sul kepi.
Inizialmente la Guardia era composta da 200 uomini. Successivamente venne creata una brigata indipendente, la brigata Chinganyuchitui o “Corpo di guardia speciale”, addestrata appositamente per l'impiego in operazioni speciali durante il periodo di pacificazione del Manciukuo. Il corpo speciale fu impiegato efficacemente in combattimento, partecipando nel distretto soggiogato di Ki Feng-lung, nel novembre del 1932, ad operazioni anti-banditismo.